# Kandó László
Egerfarmosi és sztregovai Kandó László (Budapest, 1886. június 14. – Budapest, Józsefváros, 1950. október 22.) magyar festő, főiskolai tanár.

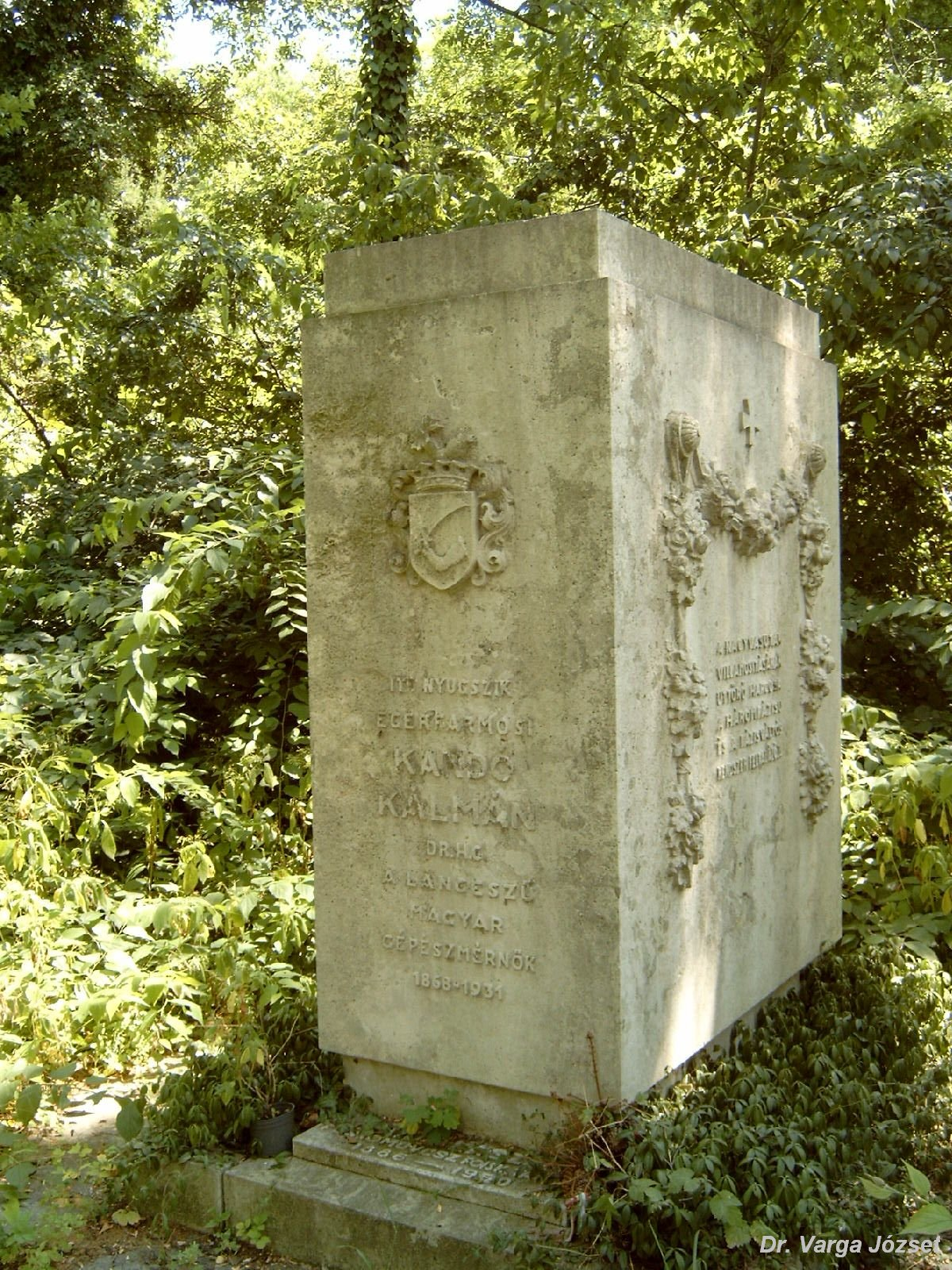
Sírja a Fiumei úti sírkertben (46-1-6). Alkotók: Wälder Gyula és Müller Ernő műhelye, 1936.

## Életpályája
Egerfarmosi és sztregovai Kandó László (1859–1897) takarékpénztári hivatalnok és leveldi Kozma Ilona (1859–1933) fiaként született nemesi családban. Képzőművészeti tanulmányait a párizsi Julian Akadémián végezte, ahol Jean-Paul Laurens volt a mestere. Nyaranta Nagybányán dolgozott: 1906-ban a szabadiskolában, 1907–1909-ben pedig az iskolán kívüliek csoportjában.
1912-ben lett a kecskeméti művésztelep tagja. Budapesten telepedett le. 1907-től állított ki naturalista portrékat, tájképeket, de hadifestőként is jelentkezett alkotásaival. 1915-ben József főherceg VII. hadtesténél dolgozott és több száz gyors, de aprólékosan részletezett ceruzarajzban örökítette meg az ekkor olasz fronton harcoló magyar katonák arcát. Művészien kimunkált, kevésbé torzított figurális karikatúrákat is készített a Borsszem Jankó című vicclapnak.
1921–22-ben az Ernst Múzeumban volt látható gyűjteményes tárlata. 1929-ben részt vett a Arcképfestők Társaságának alapításában, amelynek aktív tagja volt. 1943-ban egy rövid ideig a budapesti Képzőművészeti Főiskola rektora és tanára volt.
Két portréja a főváros, egy a Belügyminisztérium tulajdona, két festménye pedig a Magyar Nemzeti Galériában található.
Nyughelye a Fiumei úti sírkertben található, Kandó Kálmán síremlékében, akinek unokaöccse volt. Kandó László nagyapja, Kandó Sándor (1828–1861) és Kandó Kálmán apja, Kandó Géza (1839–1906) testvérek voltak.